# Pterocryptis gangelica
Pterocryptis gangelica är en fiskart som beskrevs av Peters, 1861. Pterocryptis gangelica ingår i släktet Pterocryptis och familjen malfiskar. IUCN kategoriserar arten globalt som otillräckligt studerad. Inga underarter finns listade i Catalogue of Life.